# Záblatí (district de Prachatice)
Pour les articles homonymes, voir Záblatí.
Záblatí (en allemand : Sablat) est une commune du district de Prachatice, dans la région de Bohême-du-Sud, en République tchèque. Sa population s'élevait à 307 habitants en 2023.

## Géographie
Záblatí se trouve à 6 km à l'ouest-nord-ouest du centre de Prachatice, à 41 km à l'ouest de České Budějovice et à 126 km au sud-sud-ouest de Prague.
La commune est limitée par Buk, Kratušín et Zábrdí au nord, par Prachatice à l'est, par Zbytiny au sud, et par Volary à l'ouest.

## Histoire
La première mention écrite de la localité date de 1359.

## Administration
La commune se compose de huit sections :
- Albrechtovice
- Hlásná Lhota
- Horní Záblatí
- Křišťanovice
- Řepešín
- Saladín
- Záblatí
- Zvěřenice

## Transports
Par la route, Záblatí se trouve à 12 km de Prachatice, à 53 km de Ceské Budejovice et à 155 km de Prague.